# James Lighthill
James Lighthill (anglès: Sir Michael James Lighthill)  (París, 23 de gener de 1924 - Sark, 17 de juliol de 1998) va ser un matemàtic britànic.

## Vida i obra
Lighthill va néixer a París on el seu pare treballava com enginyer de mines, però tres anys després, el 1927, es va retirar i va tornar a Anglaterra amb la família. Va fer els estudis secundaris a partir de 1936 al Winchester College, ona va fer amistat amb Freeman Dyson, i va ser admès a la universitat de Cambridge quan només tenia quinze anys tot i que no hi va ingressar fins al 1941 (amb disset anys). Es va graduar al Trinity College (Cambridge) el 1943 i, a continuació, va estar fent recerca en aerodinàmica al Laboratori Nacional de Física del Regne Unit, col·laborant en l'esforç bélic durant la Segona Guerra Mundial.
A partir de 1946 va ser professor de la universitat de Birmingham, en la qual va crear un dels grups d'estudi de dinàmica de fluids més importants del món. El 1959 va ser nomenat director del Royal Aircraft Establishment, en el qual, a més de fer les tasques administratives d'una organització de més de 8.000 empleats, va aconseguir incrementar la producció científica de l'establiment. El 1964 va tornar a la docència com professor de l'Imperial College London, on va estudiar, entre altres temes, el flux de la sang en les artèries dels mamífers. Va deixar aquest càrrec el 1969 en ser nomenat catedràtic lucasià de la universitat de Cambridge, succeint en aquest càrrec a Paul Dirac i precedint a Stephen Hawking.
Des de 1979 fins a 1989 va ser provost (rector) del University College de Londres, molt implicat en els nous desenvolupaments de la institució, especialment en el camp de la biologia. Després de la seva jubilació legal el 1989 va restar com membre honorari del departament de matemàtiques.
Tenia auténtica passió per la natació i durant les vacances feia aventures natatòries. Anava a circum-nedar petites illes, havent-ho fet a les illes de Sark, d'Alderney, de Lundy, de Caldey, de Comino, de Stromboli (amb el volcà en erupció), de Herm, de Jethou i a la major part de les illes Scilly. El juliol de 1998, quan estava a punt de completar la volta a l'illa de Sark (que ja havia fet en altres cinc ocasions), se li va trencar la vàlvula mitral i va morir instantàniament.
Lighthill va publicar nou llibres i uns cent-cinquanta articles científics. Tots ells son de matemàtiques aplicades a la dinàmica de fluids, aprofundint en l'estudi matemàtic de temes tan diversos com la propulsió dels microbis i altres animals unicel·lulars, l'aeroacústica, l'aerodinàmica supersònica, les onades o la dinàmica de fluids biològica (el vol dels ocells o dels insectes).